# Várzea Grande
Várzea Grande város Brazíliában, Mato Grosso államban. Lakosainak száma 300 078 fő (2022). Várzea Grande Acorizal, Cuiabá, Jangada, Nossa Senhora do Livramento és Santo Antônio do Leverger községekkel határos.

## Népesség
A település népességének változása:
| Lakosok száma | 252 596 | 271 339 | 290 383 | 300 078 |
|               | 2000    | 2016    | 2021    | 2022    |